# Senjanin Maglajlija
Senjanin Maglajlija (* 30. April 1968 in Goražde, SFR Jugoslawien) ist ein bosnisch-herzegowinischer ehemaliger Handballspieler und aktueller Handballtrainer. In seiner aktiven Zeit spielte er vor allem am Kreis.
Senjanin Maglajlija begann seine Karriere bei Goražde in Bosnien. Danach wechselte er zu RK Borac Banja Luka, mit dem er während seiner fünfjährigen Zeit den EHF-Pokal 1991 gewann, und später zu RK Partizan Belgrad. Nach mehreren Stationen in Spanien spielte er ein Jahr beim VfL Fredenbeck und danach ein Jahr bei Bidasoa Irún. 1998 kam Maglajlija dann zu RK Zagreb (damals Badel 1862 Zagreb). Sechs Jahre spielte er für die Kroaten, bevor er 2004 seine Karriere als Spieler beendete. Für die bosnisch-herzegowinische Nationalmannschaft bestritt Maglajlija insgesamt 58 Länderspiele. Mit der Jugoslawischen Juniorennationalmannschaft wurde er Weltmeister.
Nach seiner aktiven Zeit arbeitete er in verschiedenen Funktionen bei RK Zagreb. In der Saison 2008/09 wurde Maglajlija Co-Trainer von Lino Červar bei RK Zagreb. Am 16. Februar 2009 übernahm er das Traineramt vom zurückgetretenen Lino Červar. Im März 2010 gab er diese Funktion auf. Sein Nachfolger wurde Nenad Kljaić.
Senjanin Maglajlija ist seit 1992 mit Maja verheiratet und hat einen Sohn und eine Tochter.